# Itany
L'Itany ou Litani est une rivière tributaire du Maroni qui marque une partie de la frontière entre la Guyane et le Suriname et porte le nom de Lawa sur son cours moyen. Cette partie de la frontière est disputée, le Suriname réclamant du territoire à l'est de cette rivière.